# Paradise (Kalifornia)
Paradise – miasto w Stanach Zjednoczonych, w stanie Kalifornia, w hrabstwie Butte. Według spisu ludności przeprowadzonego przez United States Census Bureau w roku 2010, w Paradise mieszkało 26 218 mieszkańców. W wyniku pożaru w 2018 populacja spadła o ponad 80%.

## Pożar w 2018
Miejscowość została poważnie zniszczona 8 listopada 2018 w wyniku pożaru. Był to najbardziej śmiercionośny i niszczycielski pożar w historii Kalifornii. W jego wyniku zginęło 85 osób. Ogień zniszczył ok. 11 tys. domów, co stanowiło blisko 90% zabudowy miasta.